# Saša Planinšec
Saša Planinšec (2 de junho de 1995) é uma voleibolista profissional esloveno, que joga na posição central.

## Títulos
Clubes
MEVZA:
- 2013, 2015
- 2014
- 2017

Campeonato Esloveno:
- 2013, 2014, 2017
- 2015, 2016

Copa Eslovênia:
- 2015, 2016, 2017

Copa Alemanha:
- 2018

Campeonato Alemanha:
- 2018

Seleção principal
Campeonato Mundial Feminino Sub-23:
- 2017

Liga Europeia - Liga Prata:
- 2019

## Premiações individuais
- 2017: Melhor central Campeonato Mundial Feminino Sub-23
- 2019: Melhor central Liga Europeia - Liga Prata